# 오가와 히로키
오가와 히로키(일본어: 小川 紘生, 1997년 2월 23일 ~ )는 일본의 축구 선수이다.

## 국가대표팀 경력
그는 2013년 FIFA U-17 월드컵에 참가할 일본 U-17 국가대표팀에 발탁되었으며, 3경기에 출전했다.